# Болч
Болч је насељено место у општини Фаркашевац, до нове територијалне организације у саставу бивше општине Врбовец, у Загребачкој жупанији, Хрватска.

## Прошлост
Болч је село насељно око 1740. године у време царице Марије Терезије.
Године 1905. Болч је имао православну црквену општину, под председништвом Стевана Мисираче, са селима: Звоник, Кабло, мајур, Марковац, Рајићи, Фаркашевац, Хргово (или Хрсово) и Цепидлаке. Политичка општина Болча налазила се у Фаркашевцу, а пошта и брзојав у Свети Иван Жабно. У Болчу је православна парохија VI платежне класе са парохијским домом и српским православним гробљем. Парохијско звање је основано 1742. године, а најстарије матице су заведене 1763. године. Парох је 1905. године калуђер Герман Милошевић, јеромонах родом из Гада у Банату. Филијална црква је у Каблу, подигнута 1760. године и посвећена Св. Николи.
У селу се налази православна црква „Светих Архангела Михаила и Гаврила“. Подигнута је 1795. године, а обновљена 1824. године. Храм спада у групу прве категорије. Црква је опљачкана у Другом светском рату. У извештају од 7. децембра 1992. године каже се да је црква минирана и да су улазна врата запаљена, скоро сва стакла на прозорима полупана. Осим цркве, у Болчу постоји и капелица на српском православном гробљу.
Почетком 20. века основна школа је комунална, са једним здањем, у којој ради стални учитељ Емил Вукашиновић. Редовну наставу похађа 66, а празничну још 4 ученика стариге узраста. У школу долазе још и деца из четири околна села.

## Становништво
На попису становништва 2011. године, Болч је имао 457 становника.
| број stanovnika po popisima | број stanovnika po popisima | број stanovnika po popisima | број stanovnika po popisima | број stanovnika po popisima | број stanovnika po popisima | број stanovnika po popisima | број stanovnika po popisima | број stanovnika po popisima | број stanovnika po popisima | број stanovnika po popisima | број stanovnika po popisima | број stanovnika po popisima | број stanovnika po popisima | број stanovnika po popisima | број stanovnika po popisima |
| --------------------------- | --------------------------- | --------------------------- | --------------------------- | --------------------------- | --------------------------- | --------------------------- | --------------------------- | --------------------------- | --------------------------- | --------------------------- | --------------------------- | --------------------------- | --------------------------- | --------------------------- | --------------------------- |
| 1857                        | 1869                        | 1880                        | 1890                        | 1900                        | 1910                        | 1921                        | 1931                        | 1948                        | 1953                        | 1961                        | 1971                        | 1981                        | 1991                        | 2001                        | 2011                        |
| 520                         | 571                         | 586                         | 608                         | 589                         | 647                         | 665                         | 700                         | 658                         | 682                         | 654                         | 580                         | 517                         | 475                         | 460                         | 457                         |

Напомена: У 1869, 1890. и 1900. садржи податке за бивша насеља Велики Болч, Горњи Шарампов и Мали Болч која су тих година била одвојено исказана.

### Национални састав
| Националност       | 1991.        | 1981.        | 1971.        | 1961.        |
| Хрвати             | 394 (82,94%) | 414 (80,07%) | 472 (81,37%) | 514 (78,59%) |
| Срби               | 26 (5,47%)   | 59 (11,41%)  | 95 (16,37%)  | 139 (21,25%) |
| Југословени        | 15 (3,15%)   | 36 (6,96%)   | 2 (0,34%)    | 1 (0,15%)    |
| остали и непознато | 40 (8,42%)   | 8 (1,54%)    | 11 (1,89%)   | 0            |
| Укупно             | 475          | 517          | 580          | 654          |

## Попис1991.
На попису становништва 1991. године, насељено место Болч је имало 475 становника, следећег националног састава:
| Попис 1991.‍  | Попис 1991.‍  | Попис 1991.‍ | Попис 1991.‍ | Попис 1991.‍ |
| ------------ | ------------ | ----------- | ----------- | ----------- |
|              |              |             |             |             |
| Хрвати       | Хрвати       |             | 394         | 82,94%      |
| Срби         | Срби         |             | 26          | 5,47%       |
| Југословени  | Југословени  |             | 15          | 3,15%       |
| Роми         | Роми         |             | 4           | 0,84%       |
| неопредељени | неопредељени |             | 30          | 6,31%       |
| непознато    | непознато    |             | 6           | 1,26%       |
| укупно: 475  |              |             |             |             |